# 赤松真人
赤松 真人（あかまつ まさと、1982年9月6日 - ）は、京都府京都市伏見区出身の元プロ野球選手（外野手）、コーチ。右投右打。

## 経歴・人物

### プロ入り前
幼稚園児だった頃、地元の少年野球チームに参加していた兄の影響で野球を始める。小学校時代は一塁手以外全てのポジションを守っていた。京都市立藤森中学校時代は歌手の倖田來未と同級生で、野球部員だった倖田と二遊間（赤松は遊撃手）を組んだこともある。
平安高校に進み、2年に投手兼外野手として春の甲子園に出場し、ベスト8進出。高校の同級生に後にカープでチームメイトとなる岸本秀樹がいる。また、高校時代には唯一カープスカウトからプロ入りの打診をされたが、当時はまだプロでやれる自信がなかったため、監督と相談して進学を選択した。
立命館大学産業社会学部に入学。硬式野球部に入部し、野手に転向。3年の秋に1試合5安打、4年の春に1試合5盗塁の関西学生リーグタイ記録を残した。4年春には主将としてチームをリーグ優勝に導いている。リーグ通算61試合に出場、149打数45安打、打率.302、2本塁打、25盗塁。また、在籍していた産業社会学部産業社会学科では歌手の倉木麻衣と同じクラスであった。
2004年のドラフトで、右打ちの外野手の補強を目指していた阪神タイガースから6巡目指名を受け入団した。背番号は52。

### 阪神時代
プロ初年度の2005年は新人ながら二軍で安打を積み重ね、フレッシュオールスターゲームに出場。二軍での成績は打率.363, 7本塁打、29盗塁で、いきなりウエスタン・リーグ首位打者・盗塁王・最多得点・最高出塁率の4冠を達成した。長打率.529は同リーグ4位であり、赤松本人も「自分は本塁打打者」と語っている。一軍では代走として2試合に出場し、プロ初盗塁を記録した。
2006年は二軍で打率.300、4本塁打、チームトップの15盗塁を記録し、2年連続のウエスタン・リーグ打率1位・最高出塁率を獲得（打率1位ではあるが首位打者は特例により狩野恵輔が獲得）。6月10日には「2番・中堅手」で一軍初スタメン出場した。
2007年、二軍で打率.246と不調に陥ったが、26盗塁で2度目のウエスタン・リーグ盗塁王を獲得。一軍では赤星憲広の故障などで自己最多の28試合に出場し、8盗塁を記録した。この年オフに阪神の独身寮を退寮し、交際中の女性と同棲生活を始めることを自ら公表し、さらに12月14日にはその女性と入籍したことを自身のブログで発表した。その直後、2008年1月6日、FA移籍で阪神に入団した新井貴浩の人的補償で広島東洋カープに移籍した。背番号は38。

### 広島時代

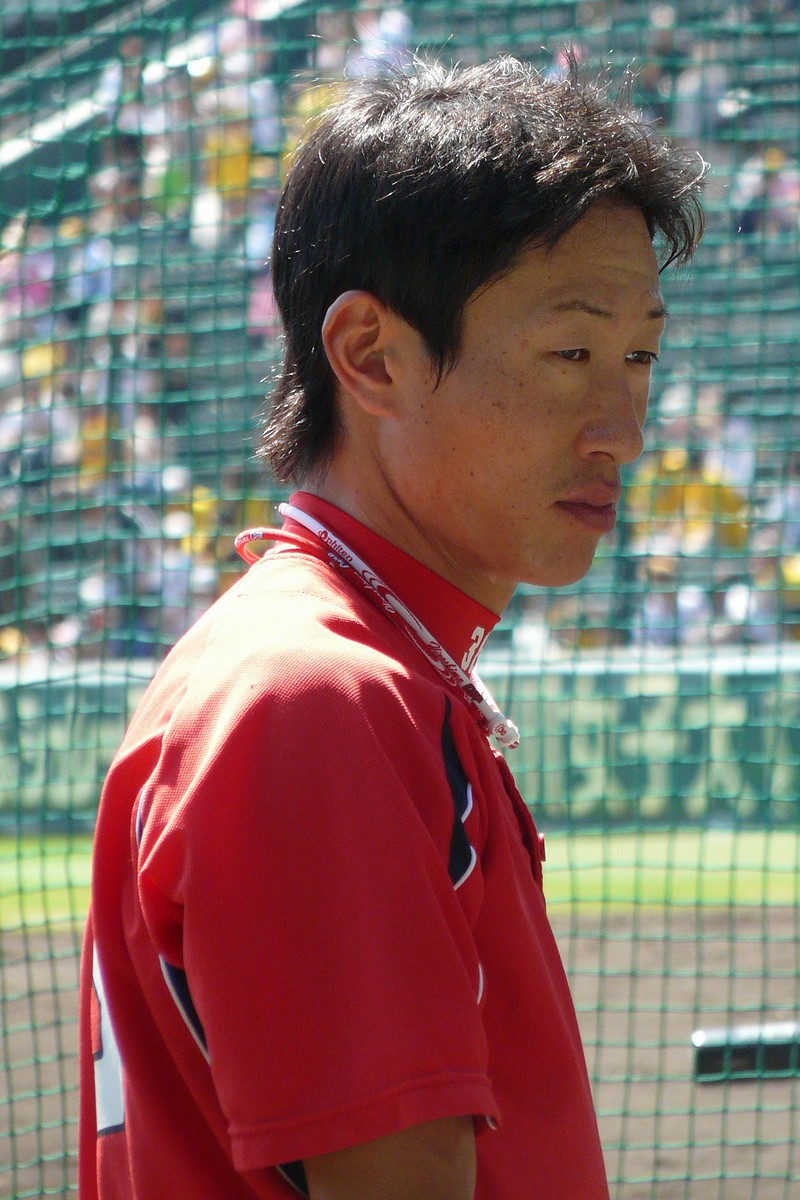
2009年9月19日、阪神甲子園球場にて

2008年、開幕直後に右肩関節上方関節唇損傷で登録抹消されたが、4月中旬に復帰した。4月29日の対読売ジャイアンツ戦（東京ドーム）でプロ初本塁打となる初回先頭打者本塁打を打つと、同カード・同球場の翌日の試合でも2試合連続となる先頭打者本塁打を打った。プロ第1、2号が2試合連続初回先頭打者本塁打となったのはプロ野球史上初のことである。翌5月1日も本塁打を打ち、1990年の石井浩郎以来となるプロ初本塁打から3試合連続本塁打を記録した。この年の赤松は左打者の天谷宗一郎と併用されたため規定打席には届かなかったが、開幕からの右肩痛と戦いつつシーズンを通じて堅実な守備で数字以上の貢献を見せた。走塁面でも非凡な才能を見せ、盗塁数こそ12個に終わったが高い成功率 (.857) を記録した。12月20日、入籍していた女性と広島市内で結婚式を挙げた。
2009年は、4月3日の開幕戦（対巨人戦）に1番センターで先発出場し自身初の開幕スタメン入りを果たす。さらにこの試合では勝ち越しとなる2点適時打を打ち、ヒーローインタビューを受けた。オールスターゲームにもファン投票で初選出し、2試合を通じて2安打2盗塁の活躍が評価され、「ファンの心を最もときめかせた選手」に贈られる「マツダ・アクセラ賞」を獲得した。シーズン後半では天谷や末永真史との併用も増えたが、初の規定打席到達を果たすなど実り多いシーズンとなった。また、打率こそ前年より落とし、同年の規定打席到達者の中では最低であったものの、得点圏打率は前年の.195からチームトップの.303まで向上させるなど勝負強さを見せたシーズンでもあった。外野守備の面では、シーズン序盤のチーム防御率が2点台と良好だったことについて投手コーチの小林幹英から「赤松や天谷の守備範囲に助けられた部分が大きい」と賞賛された。
2010年は、2月のキャンプで左太もも裏肉離れで三軍でリハビリを送るという苦いスタートとなった。しかし、3月中には二軍の教育リーグで実戦復帰し4月4日に一軍登録され、3割を超える勝負強い打撃で3番でも起用されるなど、出遅れながらも外野手競争に加わった。この年のハイライトは8月4日の対横浜ベイスターズ戦で、赤松は村田修一が打った左中間のスタンドに入りかけた本塁打性の当たりをフェンスを一足飛びによじ登り好捕。このプレーは海外メディアでも米Yahoo!のトップニュースに掲載されるなど注目を集めた。米CBSでは山森雅文を紹介しつつ、「日本の野球史上、もっとも衝撃的なキャッチだ」と紹介された。米スポーツ専門テレビESPNでも、全世界のあらゆるスポーツの中から選ばれるその週の「トップ10」にて1位で選出されるなど大きく取り上げられた。またインターネット動画サイトYouTubeでも同様の動画が100万件以上再生されており、赤松も一夜にして日本の内外から多くの反響を呼ぶ結果となった。このとき、足下には広島市に本社を置くタカキベーカリーが広告を出しており、同社から特別賞としてパン詰め合わせが贈られた。シーズン後半は復調した天谷にスタメンを譲ることも多かったものの、打率と盗塁は自己最高を記録する活躍を見せた。規定打席には到達できなかったが同年、自身としては初のタイトルとなるゴールデングラブ賞を受賞した。
2011年以降は毎年80試合前後に出場、足のスペシャリストとして代走の切り札としての出場を中心に守備固め、代打、外野のスタメンと色々な場面で活躍した。守備面でも守備率1.000を毎年記録している。
2015年も主に代走の切り札として起用され、52試合のうち38試合が代走としての出場だった。ベンチに控えている間は、他の選手に対して相手投手や走塁についてアドバイスを送る役割を担った。シーズン中にフリーエージェント (FA) 権を取得したが、シーズン終了後にFA権を行使せずに広島に残留することを宣言した。
2016年には、ゲーム終盤の代走・守備要員として一軍公式戦89試合に出場した。盗塁成功率は.857（企図14成功12）で、4年ぶりに8割を上回った。また、打席数が少ないながらも、打率.368を記録した。6月14日の対埼玉西武ライオンズ戦（マツダ）では、同点で迎えた9回裏二死一・二塁の打席で安打を打ったところ、二塁走者の菊池涼介が本塁へ突入。球審の木内九二生は菊池にアウトを宣告したものの、広島の緒方孝市監督の抗議でビデオ判定を実施した末にコリジョンルールの適用によってチームがサヨナラ勝利を収めた。なお、同ルールの適用によるサヨナラ安打はNPBの公式戦史上初めてであった。さらに、チームが25年ぶりのリーグ優勝から日本シリーズ進出へ至ったことから、赤松自身もプロ入り後初めて日本シリーズへ出場した。

#### 胃癌の発症から練習復帰まで
2016年シーズン終了後の12月15日に、妻の勧めで人間ドックを初めて受診した。その際に胃内視鏡検査を受けたところ、初期段階の胃癌が発見された。
2017年には、胃から癌細胞を摘出する目的で、1月5日に胃の半分を切除する手術を受けた。1月16日に退院したが、手術後の病理検査で癌細胞の一部がリンパ節へ転移していることが判明したため、療養とリハビリへ専念。その影響で春季キャンプへの参加を見合わせたものの、早期の復帰を優先すべく、自らの意思で半年間にわたって副作用の強い治療（抗癌剤と点滴の併用）を受け続けた。この結果、7月の血液検査で癌の再発が見られなかったことから、7月11日には三軍練習への合流を果たした。なお、手術の前後には、『壮絶人生ドキュメント プロ野球選手の妻たち』（TBSテレビ制作・全国ネットの特別番組）のスタッフが赤松および家族を密着取材。7月17日の放送では、赤松の人間ドックの受診から三軍練習への合流までに至る経緯が、再現映像を交えながら紹介された。

#### 練習再開から実戦復帰へ
2017年には、チームの2年連続セ・リーグ優勝を目前に控えた9月14日から一軍に帯同。古巣の阪神戦（甲子園）で優勝を決めた9月18日には、胴上げやビール掛けに参加した。その後は、三軍で予定より早く打撃練習に取り組めるまでに体調が回復している。2017年シーズン終了後の11月8日には、推定年俸2700万円という条件で、支配下登録選手のまま翌年の契約を更改。更改に同席した球団幹部からは、NPBの野球協約で定められた減俸率の上限（25%）適用を提示される一方で、「今後も戦力として考えている」との言葉を掛けられた。
2018年には、一軍の戦力としてカムバック賞を受賞することを目標に、二軍の春季キャンプへ初日から最終日まで参加した。

#### 実戦への復帰から現役引退まで
2018年のレギュラーシーズンには、3月18日に、中日とのウエスタン・リーグ公式戦（山口県岩国市・絆スタジアムで初めて催されたNPB公式戦）の8回裏に代走へ起用。2016年CS以来の公式戦復帰を果たすと、9回表から左翼手として試合終了まで出場した。「1番・中堅手」としてスタメンに起用された7月21日の対オリックス・バファローズ戦（富田林バファローズスタジアム）1回表の第1打席では、2015年の同リーグ公式戦以来3年ぶりの本塁打を、松葉貴大からの先頭打者本塁打で記録している。カムバック賞への第1関門である一軍公式戦への出場には至らなかったものの、ウエスタン・リーグ公式戦では、55試合の出場で打率.237、1本塁打、5盗塁を記録。シーズン終了後の契約交渉では、前年に続いて減俸率の上限適用提示を受けながらも、「翌年も戦力として考えている」という球団の評価を背景に、推定年俸2025万円という条件で契約を更改した。
2019年には、9月上旬までウエスタン・リーグ公式戦46試合に出場。打率.143、0本塁打、3打点、2盗塁という成績で、一軍への復帰には至らず、9月7日には現役を引退することを発表した。この発表を受けて、球団では9月下旬にマツダスタジアムで組まれていた対中日戦を、赤松の引退試合として開催した。当初は9月22日に開催する予定であったが、雨天で中止になったため、同月27日にレギュラーシーズンの最終戦として組み込まれた。赤松は、この試合の9回表から、「4番・中堅手」として、2016年10月1日の対ヤクルト戦以来1091日ぶりに一軍公式戦へ出場。守備や打席の機会はなかったものの、試合終了後の引退セレモニーで「最高の気持ち（チームのリーグ優勝）から一転して（胃がんが見つかったので）、本当にどん底に落とされました。『こんなにも好きな野球がもうできなくなるのか』と、正直何度も諦めかけました。（ファンの皆さんからの）応援は、（そんな自分にとって）絶大なパワーになりました。（胃がんの手術後に）一軍に上がれないまま、（今日が）引退試合になってしまってすみません」と述べた後に、チームメイトから5回にわたって胴上げされた。

### 現役引退後
2019年10月29日、2020年シーズンからは、広島の二軍外野守備・走塁コーチを務めることが発表された。背番号は93。2022年まで同コーチを務めたあと、2023年からは一軍外野守備・走塁コーチに配置転換され、背番号も80に変更された。

## 選手としての特徴
パンチ力を秘めた打撃と50メートル走5秒5の俊足、遠投125メートルの強肩を誇る。出塁してからは果敢に盗塁を狙い、成功率も高いため試合終盤、代走の切り札として活躍している。
阪神時代はやや怪我が多い傾向があり、2006年春・2006年秋のキャンプには参加できなかった。二軍では毎年好成績を残すが、赤星憲広など外野の層が厚く一軍では結果を残せていなかった。
赤松本人は不器用と言うが、足が速いので器用と思われることが多く、阪神時代は型にはめられて伸び伸びプレーすることができなかったという。それが広島に来て、自分の思うようにやらせてもらえるようになり、力を発揮できるようになったと語っている。その象徴がバッティングフォームの変化である。阪神時代から、足をがに股気味に開いたオープンスタンスが特徴だったが、広島移籍後の短期間で足の開き方が大きく広がり、極端なオープンスタンスで小刻みに体を動かしながらタイミングを取る、独特のフォームに変化した。赤松はこれについて、「阪神時代はダメと言われたけど、広島のコーチは『やってみろ』と言ってくれた」と語っており、実際このフォームにしてから打率も上昇傾向にある。
また当初は足の速さを活かすためのダウンスイングが、鋭角に叩こうとする意識のため逆にフライになるため、小早川毅彦打撃コーチの指示のもとでレベルスイングに修正したところ、翌日の阪神戦で古巣に対し初の猛打賞を記録した。
守備面では、俊足を生かした広い守備範囲が特徴。普通の守備陣形であれば外野を抜けたり、野手の間に落ちたりする打球に追い付いて捕ることもある。NPBの一軍公式戦では、胃がん発症発覚前（2017年のシーズン終了時点）での通算失策数はわずか6個。レギュラーに定着していた期間（2008・2009年）の一軍公式戦における刺殺と補殺を守備出場イニング数で換算した統計では、いずれの年もセ・パ両リーグで「ゴールデングラブ賞の常連」とされる外野手を引き離すほど高い数値を表している。
右打者ながらセーフティバントを得意としており、2008年には両リーグ1位の9個を成功させている。
右投右打であるが利き足は左。ベースへのスライディングの時は左足が前に出る。

## 詳細情報

### 年度別打撃成績
| 年 度      | 球 団      | 試 合 | 打 席 | 打 数 | 得 点 | 安 打 | 二 塁 打 | 三 塁 打 | 本 塁 打 | 塁 打 | 打 点 | 盗 塁 | 盗 塁 死 | 犠 打 | 犠 飛 | 四 球 | 敬 遠 | 死 球 | 三 振 | 併 殺 打 | 打 率 | 出 塁 率 | 長 打 率 | O P S |
| ---------- | ---------- | ----- | ----- | ----- | ----- | ----- | -------- | -------- | -------- | ----- | ----- | ----- | -------- | ----- | ----- | ----- | ----- | ----- | ----- | -------- | ----- | -------- | -------- | ----- |
| 2005       | 阪神       | 2     | 0     | 0     | 1     | 0     | 0        | 0        | 0        | 0     | 0     | 1     | 1        | 0     | 0     | 0     | 0     | 0     | 0     | 0        | ----  | ----     | ----     | ----  |
| 2006       | 阪神       | 6     | 15    | 14    | 1     | 2     | 0        | 0        | 0        | 2     | 0     | 2     | 1        | 1     | 0     | 0     | 0     | 0     | 3     | 0        | .143  | .143     | .143     | .286  |
| 2007       | 阪神       | 28    | 43    | 39    | 4     | 6     | 1        | 0        | 0        | 7     | 1     | 8     | 1        | 1     | 1     | 2     | 0     | 0     | 5     | 1        | .154  | .190     | .179     | .370  |
| 2008       | 広島       | 125   | 390   | 342   | 62    | 88    | 13       | 1        | 7        | 124   | 24    | 12    | 2        | 18    | 0     | 23    | 0     | 7     | 67    | 3        | .257  | .317     | .363     | .680  |
| 2009       | 広島       | 137   | 489   | 423   | 58    | 98    | 15       | 3        | 6        | 137   | 43    | 14    | 7        | 25    | 5     | 33    | 0     | 3     | 79    | 3        | .232  | .289     | .324     | .613  |
| 2010       | 広島       | 113   | 320   | 291   | 41    | 83    | 12       | 3        | 4        | 113   | 33    | 20    | 4        | 14    | 4     | 8     | 0     | 3     | 48    | 4        | .285  | .307     | .388     | .695  |
| 2011       | 広島       | 80    | 217   | 192   | 25    | 50    | 9        | 0        | 1        | 62    | 18    | 19    | 4        | 15    | 2     | 4     | 0     | 4     | 29    | 1        | .260  | .287     | .323     | .610  |
| 2012       | 広島       | 76    | 246   | 207   | 22    | 50    | 6        | 0        | 3        | 65    | 15    | 18    | 2        | 16    | 1     | 18    | 0     | 4     | 33    | 4        | .242  | .313     | .314     | .627  |
| 2013       | 広島       | 85    | 60    | 54    | 16    | 11    | 2        | 0        | 0        | 13    | 3     | 12    | 4        | 4     | 0     | 1     | 0     | 1     | 9     | 0        | .204  | .232     | .241     | .473  |
| 2014       | 広島       | 74    | 32    | 28    | 25    | 6     | 2        | 0        | 0        | 8     | 4     | 12    | 5        | 2     | 0     | 1     | 0     | 1     | 8     | 0        | .214  | .267     | .286     | .552  |
| 2015       | 広島       | 52    | 9     | 9     | 13    | 2     | 1        | 0        | 0        | 3     | 0     | 6     | 3        | 0     | 0     | 0     | 0     | 0     | 2     | 0        | .222  | .222     | .333     | .556  |
| 2016       | 広島       | 89    | 21    | 19    | 15    | 7     | 1        | 1        | 0        | 10    | 3     | 12    | 2        | 0     | 0     | 2     | 0     | 0     | 4     | 0        | .368  | .429     | .526     | .955  |
| 2019       | 広島       | 1     | 0     | 0     | 0     | 0     | 0        | 0        | 0        | 0     | 0     | 0     | 0        | 0     | 0     | 0     | 0     | 0     | 0     | 0        | ----  | ----     | ----     | ----  |
| 通算：13年 | 通算：13年 | 868   | 1842  | 1618  | 283   | 403   | 62       | 8        | 21       | 544   | 144   | 136   | 36       | 96    | 13    | 92    | 0     | 23    | 287   | 16       | .249  | .297     | .336     | .633  |

### 年度別守備成績
| 年 度 | 球 団 | 外野  | 外野  | 外野  | 外野  | 外野  | 外野     | 外野 |
| 年 度 | 球 団 | 試 合 | 刺 殺 | 補 殺 | 失 策 | 併 殺 | 守 備 率 |      |
| ----- | ----- | ----- | ----- | ----- | ----- | ----- | -------- | ---- |
| 2006  | 阪神  | 4     | 7     | 1     | 0     | 0     | 1.000    |      |
| 2007  | 阪神  | 23    | 23    | 0     | 0     | 0     | 1.000    |      |
| 2008  | 広島  | 118   | 194   | 5     | 2     | 1     | .990     |      |
| 2009  | 広島  | 133   | 299   | 6     | 4     | 2     | .987     |      |
| 2010  | 広島  | 101   | 181   | 10    | 0     | 2     | 1.000    |      |
| 2011  | 広島  | 68    | 88    | 2     | 0     | 0     | 1.000    |      |
| 2012  | 広島  | 72    | 111   | 2     | 0     | 0     | 1.000    |      |
| 2013  | 広島  | 66    | 42    | 0     | 0     | 0     | 1.000    |      |
| 2014  | 広島  | 50    | 29    | 1     | 0     | 1     | 1.000    |      |
| 2015  | 広島  | 37    | 17    | 0     | 0     | 0     | 1.000    |      |
| 2016  | 広島  | 78    | 24    | 0     | 0     | 0     | 1.000    |      |
| 2019  | 広島  | 1     | 0     | 0     | 0     | 0     | ----     |      |
| 通算  | 通算  | 679   | 904   | 27    | 6     | 5     | .994     |      |

- 各年度の太字はリーグ最高
- 太字年はゴールデングラブ賞受賞

### 表彰
- ゴールデングラブ賞：1回（外野手部門：2010年）
- オールスターゲーム マツダ アクセラ賞：1回（2009年）

### 記録
初記録
- 初出場：2005年10月4日、対横浜ベイスターズ21回戦（阪神甲子園球場）、9回裏にシェーン・スペンサーの代走で出場
- 初盗塁：同上、9回裏に二盗（投手：マーク・クルーン、捕手：相川亮二）
- 初先発出場：2006年6月10日、対西武ライオンズ5回戦（阪神甲子園球場）、「2番・中堅手」で先発出場
- 初打席：同上、1回裏に帆足和幸から二塁ゴロ
- 初安打：2006年10月14日、対広島東洋カープ22回戦（広島市民球場）、2回表に大竹寛から左前安打
- 初打点：2007年4月15日、対横浜ベイスターズ3回戦（阪神甲子園球場）、1回裏に工藤公康から中犠飛
- 初本塁打：2008年4月29日、対読売ジャイアンツ4回戦（東京ドーム）、1回表にセス・グライシンガーから左越先頭打者本塁打

その他の記録
- 外野手レンジファクター（RF/G）1位：1回（2009年：2.29）[37]
- オールスターゲーム出場：1回（2009年）

### 背番号
- 52（2005年[3] - 2007年）
- 38（2008年[4] - 2019年）
- 93（2020年[29] - 2022年）
- 80（2023年[30] - ）

### 登場曲
- 「以心電信」ORANGE RANGE（2005年）
- 「Turn Me On」Kevin Lyttle（2006年）
- 「Minority」Green Day（2007年）

## 関連情報

### 著書
- 赤松真人38。もう一度あの場所へ（2019年4月25日、ザメディアジョン）ISBN 978-4862506221

### 関連書籍
- カープの奥さま（2011年4月5日、ザメディアジョン）

### テレビ
- 壮絶人生ドキュメント プロ野球選手の妻たち（2017年7月17日、TBSテレビ）
- 引退へ 勇気をありがとう! 〜広島カープ・赤松真人選手〜（2019年9月22日、NHK広島放送局がNHK総合テレビで放送）